# Nicolas Goussé
Nicolas Goussé (ur. 2 stycznia 1976 w Thouars) – piłkarz francuski grający na pozycji napastnika.

## Kariera klubowa
Karierę piłkarską Goussé rozpoczął w amatorskim klubie Thouars Foot 79. W 1996 roku odszedł do pierwszoligowego Stade Rennais FC. 14 lutego 1997 zadebiutował w Ligue 1 w przegranym 0:1 wyjazdowym meczu z AS Nancy. W sezonie 1997/1998 strzelił 9 goli w lidze, a w następnym zdobył kolejne 6. Łącznie jego dorobek w koszulce Rennes to 69 meczów i 15 bramek.
W 1999 roku Nicolas odszedł z Rennes i został zawodnikiem innej pierwszoligowej drużyny, FC Metz. W niej zadebiutował 31 lipca przeciwko Rennes (0:0). W Metz grał rok i zaliczył tylko jedno trafienie w Ligue 1.
W 2000 roku Goussé trafił do Troyes AC, a 28 lipca zaliczył dla tego zespołu swój pierwszy mecz, przegrany na Stade Velodrome 1:3 z Olympique Marsylia. Przez dwa sezonu należał do najlepszych strzelców Troyes zdobywając odpowiednio 9 i 15 goli w sezonie. W tym drugim przypadku był czwartym najskuteczniejszym zawodnikiem francuskiej ligi po Djibrilu Cissé, Pedro Paulecie i Jeanie-Claude Darcheville'u. Łącznie przez trzy sezony zaliczył 30 trafień w barwach Troyes.
W 2003 roku Goussé znów zmienił barwy klubowe i przeszedł do EA Guingamp (debiut 2 sierpnia w przegranym 0:1 meczu z Olympique Marsylia), ale już po roku odszedł z klubu i wyjechał do belgijskiego RAEC Mons, dla którego strzelił 8 goli w Eerste Klasse. Latem 2005 wrócił do Francji i przez dwa lata występował w drugoligowym FC Istres.
W 2007 roku Goussé odszedł na zasadzie wolnego transferu do spadkowicza z Ligue 1, FC Nantes. 30 lipca zadebiutował w barwach "Kanarków" w wygranym 5:0 meczu ze Stade de Reims zdobywając w nim 2 gole. Na koniec sezonu 2007/2008 awansował z Nantes do Ligue 1.
| Sezon   | Klub             | Kraj    | Rozgrywki     | Mecze | Bramki |
| ------- | ---------------- | ------- | ------------- | ----- | ------ |
| 1996/97 | Stade Rennais FC | Francja | Ligue 1       | 5     | 0      |
| 1997/98 | Stade Rennais FC | Francja | Ligue 1       | 32    | 9      |
| 1998/99 | Stade Rennais FC | Francja | Ligue 1       | 13    | 6      |
| 1999/00 | FC Metz          | Francja | Ligue 1       | 23    | 1      |
| 2000/01 | Troyes AC        | Francja | Ligue 1       | 31    | 9      |
| 2001/02 | Troyes AC        | Francja | Ligue 1       | 31    | 15     |
| 2002/03 | Troyes AC        | Francja | Ligue 1       | 32    | 6      |
| 2003/04 | EA Guingamp      | Francja | Ligue 1       | 22    | 4      |
| 2004/05 | RAEC Mons        | Belgia  | Eerste Klasse | 25    | 8      |
| 2005/06 | FC Istres        | Francja | Ligue 2       | 16    | 4      |
| 2006/07 | FC Istres        | Francja | Ligue 2       | 18    | 2      |
| 2007/08 | FC Nantes        | Francja | Ligue 2       | 29    | 10     |
| 2008/09 | FC Nantes        | Francja | Ligue 1       |       |        |